# 康沃爾峰
康沃爾峰（英語：Cornwall Peaks）是南極洲的山峰，位於南喬治亞群島，處於福圖納灣西南面5公里的克尼格冰川西岸，海拔高度960米，由英國海外領土管轄。